# Microserica sibuyana
Microserica sibuyana är en skalbaggsart som beskrevs av Moser 1922. Microserica sibuyana ingår i släktet Microserica och familjen Melolonthidae. Inga underarter finns listade i Catalogue of Life.